# 背側骨間筋
背側骨間筋は上肢、下肢にある筋肉の名称。

## 上肢
背側骨間筋（はいそくこっかんきん、Interossei dorsales muscle）は人間の上肢の筋肉で第2・4指MP関節の外転、屈曲、第3指MP関節の橈屈、尺屈、第2・3・4指PIP関節、DIP関節の伸展を行う。
第1〜5中手骨の相対する面から起こり、橈側は第2指橈側、中央の2つは第3指両側、尺側は第4指、尺側基節骨底と指背腱膜で停止する。

## 下肢
背側骨間筋（はいそくこっかんきん、Interossei dorsales muscle）は人間の下肢の筋肉で第2、4、5指MP関節の内転、屈曲、PIP関節、DIP関節の伸展を行う。
2頭ですべての中足骨の対向面と長足底靭帯から起こり、第2〜4指の基節骨底で停止する。